# John Rusher
John Rusher, né le 18 avril 1967 à Boston, est un rameur d'aviron américain. 

## Carrière
John Rusher participe aux Jeux olympiques de 1988 à Séoul et remporte la médaille de bronze avec le huit américain composé de Mike Teti, Jonathan Smith, Ted Patton, John Pescatore, Peter Nordell, Jeffrey McLaughlin, Doug Burden et Seth Bauer.